# 몬스터 vs 에이리언 (시리즈)
《몬스터 vs 에이리언》은 파라마운트 픽처스가 배급하고 드림웍스 애니메이션이 제작한 애니메이션 미디어 프랜차이즈이다.

## 영화
- 몬스터 vs 에이리언

## 텔레비전 프로그램
- 몬스터 vs 에이리언
- 몬스터 vs 에이리언: 우주에서 온 돌연변이 호박